# Občina Oplotnica
Občina Oplotnica je občina v Republiki Sloveniji  s središčem v Oplotnici, ki je imela leta 2023 4.150 prebivalcev. Ozemlje današnje Občine Oplotnica, ki je bila ustanovljena leta 1998, je bilo pred tem del Občine Slovenska Bistrica. Občinski praznik v Oplotnici praznujejo 22. maja.

## Geografija
Občina Oplotnica obsega gozdnata hribovita območja Pohorja na severu in nižinski svet ob Oplotniščici in Dravinji na jugu.  

### Naselja v občini
Božje, Brezje pri Oplotnici, Dobriška vas, Dobrova pri Prihovi, Čadram, Gorica pri Oplotnici, Koritno, Kovaški Vrh, Lačna Gora, Malahorna, Markečica, Okoška Gora, Oplotnica, Pobrež, Prihova, Raskovec, Straža pri Oplotnici, Ugovec, Zgornje Grušovje, Zlogona Gora, Zlogona vas

## Gospodarstvo
Glavne gospodarske panoge so poleg kmetijstva (poljedelstvo, vinogradništvo) in gozdarstva tudi industrija in obrt. Kmečki turizem se razvija na vinogradniških kmetijah, na Pohorju pa tudi športno-rekreacijski, v povezavi s ponudbo tamkajšnjih športno-rekreacijskih centrov.